# Катеринославський повіт
Катеринославський повіт — історична адміністративно-територіальна одиниця Катеринославської губернії, займав південно-західну правобережну частину губернії. Центр повіту був у губернському місті Катеринославі.

## Історія підпорядкування
- У 1784-1796 роках у складі Катеринославського намісництва
- У 1796-1802 роках у складі Новоросійської губернії
- З 1802-1917 у складі Катеринославської губернії Російської імперії
- У березні-квітні 1918 року увійшов до складу Січової землі УНР.
- У квітні-грудні 1918 у складі Катеринославської губернії Української держави
- У 1919–1923 у складі Катеринославської губернії УСРР.

## Опис

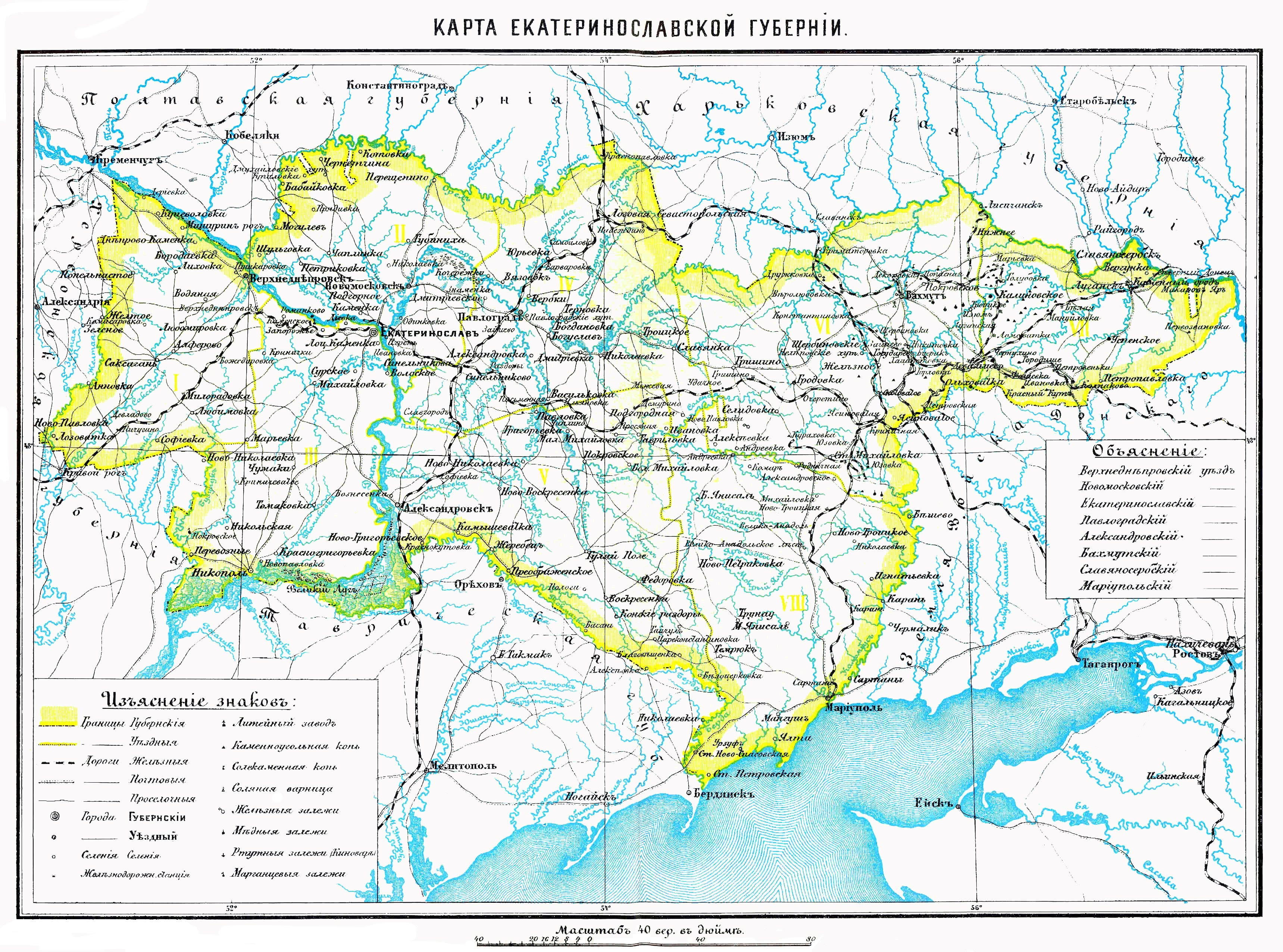
Карта Катеринославської губернії

Повіт займав південно-західну частину губернії, на рівнині придніпровської височини, складену з кристалічних порід з товстим шаром суглинків і чорноземів. На сході — річка Дніпро з 70 верстами Дніпрових порогів, обмежує повіт з півночі, сходу і півдня. На заході річка Базавлук є межею з Херсонською губернією. Усі річки повіту є у сточищі Дніпра. На півдні повіту плавні — острови Великий Лук, які вкриті гаями, кущами, сінокосами. У плавнях люди займаються рибальством, сінокосінням, бджільництвом, полювання.

### Земля

Мапа повіту

За топографічною зйомкою площа повіту — 6905 кв. верст, без водойм — 6611 кв. верст.
Придатної землі — 616,187 тис. десятин, непридатної — 28,562 тис. десятин. Під лісом — 41,474 тис. десятин (з них у власності держави 2,611, у землевласників — 30,219, сільських спілок — 8,544 і міст — 0,1 тис. десятин).
Сільським спілкам належить 231,369 тис. десятин, шляхті-землевласникам — 227,3 тис. дес., німцям-колоністам — 108,238 тис. десятин, особисто селянам — 26,676 тис. дес., купцям — 18,275 тис. дес., державі — 8,356 тис. дес., міським мешканціям −7,906 тис. десятин, містам — 2,302 тис. дес., церкві і священикам — 4,642 тис. десятин, відділу — 9,78 тис. десятин.

### Населення
Мешканців у повіті 187652, з них: приходьків 7750, осідлих 179902 (91267 чоловіків і 88635 жінок).
- За вірою: 84,1% православних, 0,4% старовірів, 2,15% католиків, 6,4% лютеран, 0,2% вірменських католиків, 6,6% юдеїв, 0,15% мусульман.
- Сільське населення (148540 осіб) у 198 поселеннях: 1 містечко, 43 села, 117 деревень, 31 колонії, 6 хуторів.

### Господарка
- Селяни орендують 2825 десятин державних і до 70 тис. десятин у приватних землевласників. Посівна площа — 370 тис. десятин.
- Головні заняття селян — землеробство і скотарство. Баштанництво та городництво — переважно для власного споживання.
- 2 виноградники землевласників на 20 десятин, і 130 виноградників, розміром від 75 кв. саженів до 3 десятин — у німців-поселян і селян. Врожай винограду — понад 3 тис. відер виноградного вина на продаж і до 1 тис. відер для самовжитку.

111 тютюнових плантацій.
- Бджільництво у селян на дніпровських плавнях. Скотарство, особливо вівчарство падає через неврожаї. Великої рогатої худоби 77 тис. голів, 56 тис. конів, 286 тис. вівці, 22 тис. свиней, 1 1/2 тис. кіз.
- Видобуток марганцевої руди.
- Промисли: робота на економіях, пристанях Дніпра, лоцманство (переведення човнів через Дніпрові пороги), ковальский, слюсарний, возобудівний, деревообробний, шкірообробний, взуттєвий, гончарний, бочковий, столярний. Всього виробництв 617. З них фабрик і заводів — 57з виробництвом на 7700 тис. карбованців з 4-5 тис. робітників. Найбільші заводи: рельсопрокатний, залізоробний, механічний. Дніпровський завод Південно-Руської Дніпровської металургійної спілки (с. Кам 'янське) з продукцією на 6195 тис. карбованців. 10 парових млинів з продукцією на 626 тис. карбов. 11 чавунолітейних і землеробських знарядь заводів з продукцією на 455 тис. карб. 49 базарів (ярмарок) на які привозиться товарів на 2275,5 тис. карб і продається на 1029,5 тис. карб. Найбільші базари у містечку Нікополь.

### Освіта, медицина і інше
- 51 церква;
- 71 школа з 3557 учнями; з них 5 училищ і 45 земських сільських шкіл. Учнів у міністерських училищах — 432, в земських — 2462. Бюджет земських училищ — 16190 крб.; на одне міністерське училище земство відпускає 300 крб. 13 церковно-приходських шкіл і 8 шкіл писемності, учнів 663. Із німецьких училищ два 2-класні.
- 8 лікарень, з них 6 земських; 4 прийомних покоїв; 16 лікарів, 28 фельдшерів і фельдшериць, 12 повивальних бабок, з них земських 6 лікарів, 21 фельдшерів і фельдшериць, 5 акушерок; 2 ветеринарів. Земських зборів 137,5 тис. крб.; з них витрачається на медицину 32 тис. крб., на народну освіту 12 тис. крб., на утримання повітової управи 11 тис. крб. У містечку Нікополь і 2 селах повіту діють поштово-телеграфні ощадні каси. По північному краю повіту проходить Катерининська залізниця. Діють три переправи через річку Дніпро.

## Поділ
Повіт поділявся на 28 волостей:
- Анастасівська,
- Борисівська,
- Біленська,
- Волоська,
- Вищетарасівська,
- Діївська,
- Киньгрустьська,
- Красногригорівська,
- Криничеватівська,
- Лошкарівська,
- Михайлівська,
- Микільська,
- Миколайтальська,
- Миколайфельдська,
- Нікопольська,
- Новопавлівська,
- Новопокровська,
- Петрівська,
- Покровська,
- Романківська,
- Солонянська,
- Сурська,
- Томаківська,
- Федорівська,
- Хортицька,
- Чортомлицька,
- Шолохівська,
- Ямбурзька.

- та місто Катеринослав із передмістями Аптекарська Балка, Дворянський Сад, Жандармська Балка, Кам'яна, Міщанська Мандриківка, Новожандармська балка, слободами Ново-Дворянська, Підгірна, Павлівська, Прозорівська, Старо-Фабрична, Фабрична, Чечелівка, колонією та селищем Брянського заводу, Брянським селищем та селищем за Брянським заводом, островом Богомолової, Міськими Дачами, Новою Бійнею, Заводом Гантке.

У 1920 р. у складі Катеринославського повіту було створено 5 районів: Перший або Катеринославський; Другий або Кам 'янський; Третій або Нікопольський; Четвертий або Томаківський; П'ятий або Широчанський.